# Proechimys steerei
Proechimys steerei es una especie de roedor de la familia Echimyidae.

## Distribución geográfica
Se encuentra en Bolivia, Brasil y Perú.